# هوکایدو (سگ)
هوکایدو اینو (ژاپنی: 北海道 犬، انگلیسی: Hokkaido inu) نژادی از سگ‌ها است که از ژاپن منشأ می‌گیرد. نام‌های دیگر این نژاد شامل Ainu-ken , Seta و Ainu است. در ژاپن گاهی نام آن به Dō-ken کوتاه می‌شود. هوکایدو منطقه ای بومی به همین نام در ژاپن نیز می‌باشد.